# مارك غافين
مارك غافين (بالإنجليزية: Mark Gavin)‏ (10 ديسمبر 1963 في المملكة المتحدة - ) هو لاعب كرة قدم بريطاني في مركز جناح ‏. لعب مع بولتون واندررز وسكونثورب يونايتد وليدز يونايتد ونادي إكزتر سيتي ونادي بريستول سيتي ونادي روتشديل ونادي كارلايل يونايتد ونادي هارتلبول يونايتد ونادي واتفورد وهارت أوف ميدلوثيان ونادي غرينوك مورتون.